# PIAT
PIAT는 "Projector, Infantry, Anti Tank"(대전차 보병 방사기)의 앞글자를 따서 만들어진 약자로, 제2차 세계 대전 당시 영국이 개발한 휴대용 대전차무기이다. PIAT는 1942년 더 효율적인 보병용 대전차무기가 필요했던 영국 육군의 요구에 따라 개발되었으며, 1943년 도입되었다.
PIAT는 스피고트 박격포에 기반하고 있으며, 발사체 꼬리 부분에 카트리지를 사용한 2.5파운드(1.1kg)의 성형작약탄을 발사한다. 대전차 직접사격 시에는 약 115야드(105m) 의 유효 사거리를, 간접 사격에서는 350야드(320m) 의 유효 사거리를 가지고 있었다. PIAT는 그 시대의 다른 보병 대전차 무기들보다 몇 가지 이점을 가지고 있었다. 그것은 이전의 대전차 소총보다 관통력을 크게 증가시켰고 사용자의 위치를 드러내거나 사용자 주변의 우군 병사에게 우발적으로 부상을 입힐 수 있는 후폭풍이 없었으며 구조가 간단했다. 그러나 PIAT에는 몇몇 단점도 있었다. 큰 반동, 격발의 어려움, 그리고 탄약의 신뢰성에 관한 초기 문제들이 그것이었다.
PIAT는 1943년 튀니지 전역에서 처음 사용되었으며, 이후 1950년대까지 영국 육군과 영연방이 사용했다. PIAT는 다른 국가와 군대에 공급되거나 획득되었다. 무기대여법을 통해 소련에 제공되었고, 레지스탕스나 폴란드 지하국가와 같은 반나치 저항단체에 지급되기도 했다. 제1차 중동 전쟁 당시 유대계 하가나도 PIAT을 노획했다. 영국 및 영연방 국가의 군인 6명이 전투 중 PIAT을 사용해 빅토리아 훈장을 받았다.

## 같이 보기
- 판저파우스트
- 바주카
- RPG-7